# 82
| [ Edytuj tabelę ] |                         |
| Cesarz Chin       | - 75 Han Zhangdi 88     |
| Władca Korei      | - 53 T’aejodae 146      |
| Król Nabatei      | - 70 Rabel II Soter 106 |
| Papież            | - 79 Anaklet 91         |
| Król Partów       | - 78 Pakorus II 105     |
| Cesarz Rzymu      | - 81 Domicjan 96        |

Rok 82 / LXXXII
stulecia: I wiek p.n.e. ~
I wiek ~
II wiek

lata: 72 «
77 «
78 «
79 «
80 «
81 «
82
» 83
» 84
» 85
» 86
» 87
» 92

## Wydarzenia
- Europa
  - Domicjan pokonał Chattów
  - początek działalności poetyckiej Marcjalisa